# Sociedad Explotadora del Baker
La Compañía Explotadora del Baker —también conocida erróneamente como Sociedad Explotadora del Baker— fue una empresa chilena creada en 1904 durante la colonización de Aysén. Fue la responsable del primer intento de colonización del valle del río Baker, proyecto que fracasó de manera estrepitosa a los pocos años de iniciado.
Durante el invierno de 1906, 59 trabajadores chilotes contratados por la compañía para las faenas murieron en la zona por razones sanitarias, las cuales nunca fueron aclaradas. La mayoría de los cuerpos fueron enterrados en la que hoy se conoce como Isla de Los Muertos, ubicada 3 km al noroeste de Caleta Tortel.

## Antecedentes
La colonización de los territorios correspondientes a la Región de Aysén empezó tardíamente, como una consecuencia de los éxitos económicos conseguidos en el territorio de Magallanes durante las últimas décadas del siglo xix después de la instalación de la ganadería menor. Este interés se manifestó en la constitución de concesiones para colonizar aquellos inmensos territorios. El Estado tuvo un papel secundario en esos primeros años, limitándose solo a otorgar las concesiones y manteniendo una actitud pasiva en lo que refiere al propio desarrollo de la colonización.
Las compañías o sociedades pedían la concesión de grandes lotes de terreno, a título gratuito, por un tiempo no superior a 20 años, el Fisco realizaba las concesiones de ocupación de tierras por cientos de miles de hectáreas cada una, sin obedecer a ningún plan y sin que hubiesen leyes que las autorizase, dando lugar casi siempre al negocio del traspaso de los derechos a capitales extranjeros. 

## Historia
En 1904 se dio inicio al primer intento de colonización del río Baker, al sur de Aysén, a partir del permiso de ocupación concedido en 1903 por el Estado chileno al ciudadano de Punta Arenas, Juan Bautista Contardi, quien después lo traspasó a Juan Tornero y su sobrino Florencio Tornero, encargados de gestionar la formación de la Compañía Explotadora del Baker, nombre real de la empresa según sus estatutos originales. Esta concesión obligaba a establecer sólo 40 colonos de origen anglosajón en la zona. Su principal accionista y gestor fue Julio Subercaseaux Browne, gerente general del Banco Mobiliario de propiedad de su padre Francisco Subercaseaux. 
Hubo otra concesión en el área, otorgada al mismo Juan Tornero, pero su carácter era de «colonización» y consideraba la introducción de mil colonos. Como ambas concesiones se ubicaban a una y otra ribera del río Baker, se ha producido cierta confusión respecto a la que originó las operaciones de la Compañía Explotadora del Baker. Los gestores de la explotación calculaban en 1 400 000 hectáreas la extensión total de lo entregado por el Estado. De ellas, sólo eran utilizables 135 000, de acuerdo a los cálculos efectuados por el ingeniero Ricardo Michell, contratado por la empresa para realizar un estudio productivo. En el área ya existía una senda, abierta por el mismo ingeniero Michell en 1900-1902, por lo que la empresa sólo la reutilizó. 
Las faenas en la desembocadura del río Baker, comenzaron a fines de 1905, con la llegada de más de 200 obreros chilotes enganchados para trabajar por un periodo de cinco a seis meses. Este contingente obrero debía ser retirado de la zona por parte de la empresa, pero su gerente Florencio Tornero los dejó abandonados y con escasos víveres. 

### Muerte de obreros
En el invierno de 1906 se produjo una tragedia sanitaria en el campamento de los trabajadores, con resultado de muerte de muchos de ellos. Si bien la historia oficial y los relatos orales cifran los fallecidos en 120, fueron en total 59 personas las fallecidas en el campamento de Bajo Pisagua. Su lista fue publicada en el periódico La Alianza Liberal de Puerto Montt. 34 trabajadores fueron sepultados en una isla en la desembocadura del Baker y 25 en otro sitio funerario que aún no ha sido posible ubicar. Hasta el presente no se ha dilucidado la verdadera causa de muerte; la prensa de 1906 afirmó que fue de hambre y escorbuto, pero la memoria oral sostiene que fueron envenenados intencionalmente. La isla donde fueron sepultados los primeros 34 obreros, hoy se conoce como isla de Los Muertos.
La declaración de quiebra de la Compañía ocurrió en 1908 y su concurso se extendió hasta 1911 o 1912, siendo el abogado de quiebra el expresidente Germán Riesco. La concesión original dada a Juan Contardi fue caducada a fines de 1911. 

## Hechos posteriores
En 1914 se inicia un nuevo ciclo en las tierras del Baker con el proceso de remate de arrendamiento de las tierras de la antigua concesión Contardi. Fue Julio Vicuña Subercaseaux quien logró ganar el remate y transfirió rápidamente sus derechos a la Sociedad Colectiva de Estancias Posadas, Hobbs y Cía., lo cual fue aceptado por el gobierno en 1916. Socios principales de esta nueva empresa fueron Ernesto Hobbs y Mauricio Braun. La administración inicial de la Estancia que se levantó en el Baker estuvo a cargo de Carlos Wood, quien fue asesinado,[cita requerida] hecho que precipitó la llegada a la zona de Esteban Lucas Bridges, como representante de la empresa familiar Bridges & Reynolds, quien a la postre se hará cargo del negocio utilizando nuevamente como puerto a Bajo Pisagua, cuyas instalaciones resultaron quemadas en 1932. En esas décadas comienzan a ocupar el área los primeros colonos ilegales y, a causa de eso, llegan los primeros policías remunerados por la compañía. En definitiva se ajusta en 1927 la concesión, entregando territorio a los ocupantes.
A partir de 1917 comienza la colonización definitiva de Aysén y fue obra conjunta de grandes compañías por un lado, y de esforzados pioneros por otra parte.